# ルーク・ヘインズ
ルーク・ヘインズ (Luke Haines、1967年10月7日 -)は、イギリス・ロンドン郊外のウォルトン・オン・テムズ出身のミュージシャンである。1990年代のバンド、オトゥールズでの活動で知られている。絵も描く。妻はイラストレーターのSian Pattenden。

## 来歴
1986年、18歳のヘインズは、サーヴァンツ (The Servants)のデビッド・ウェストレイクのメンバー募集広告に応募して、1987年にクリエイション・レコーズから出たウェストレイクの初ソロ・アルバム『Westlake』でギターとピアノを演奏する。その後、ウェストレイクとヘインズは新生サーヴァンツとして活動を開始。1989年、サーヴァンツは『Disinterest』（無関心）と題した1stアルバム（カバーにはヘインズが描いたバンドメンバー4人の絵が使われた）をリリースするものの、その名のとおり大衆の興味をひかなかった。1991年、サーヴァンツは2ndアルバム『Small Time』をレコーディングしたものの、商業的な可能性に悲観的になったレコード会社にリリースしてもらえず、バンドは解散した（20年後の2011年に、Mojoマガジンが『Disinterest』を史上最高の英国インディーレコードリストに選出したことで、2012年に『Small Time』もチェリー・レッド・レコードから発売されてようやく陽の目を見る。カバーにはウェストレイクとヘインズのツーショット写真が使われた）。
ウェストレイクと別れたヘインズは、自分のバンドを立ち上げようと自室にこもって曲をかき、一人ですべての楽器を演奏して6曲入りのデモ・テープをつくる。その後、サーヴァンツのベーシストで、当時の彼女だったアリス・リードマンと、かつての級友であるドラマーのグレン・コリンズをメンバーに誘って、3人でオトゥールズを結成する。バンドはヴァージン・レコード傘下のハット・レコードとの契約（アルバム5枚）を勝ち取り、1992年にシングル「Showgirl」でメジャー・デビュー。1993年の1stアルバム『ニュー・ウェイヴ』は1万枚弱しか売れなかったものの、批評家には高く評価されて、その年のマーキュリー賞にノミネートされた（受賞はスウェードの1stアルバム）。しかし、おりからのブリットポップの流行に嫌気がさしたヘインズは、次第に商業主義に背を向けるようになる。ヘインズはハット・レコードからオトゥールズとして3枚のアルバムをリリースするが、1996年の3rdアルバムはかなりダークな内容となり、続く4枚目のアルバムはドイツ赤軍をテーマに、ヘインズのソロ・プロジェクトとして制作された。『Baader Meinhof』と名づけられたこのアルバムには、オトゥールズの名は冠されていない。のちに「商業的作品」とヘインズが呼ぶ1999年のオトゥールズの4thアルバムをもって、バンドはハット・レコードとの5枚のアルバム契約を終えて解散した。
1999年、オトゥールズ解散前にヘインズは、元ジーザス&メリーチェインのジョン・ムーアらとともにブラック・ボックス・レコーダー名義でアルバムを発表した。ブラック・ボックス・レコーダーは、ヘインズがボーカルをとらず、女性歌手のサラ・ニクシーを前面に出したガール・ポップ・ユニットである。2000年にはシングル「The Facts of Life」のヒットでテレビ番組『トップ・オブ・ザ・ポップス』に出演した。このヒットもあり、2001年には古巣のハット・レコードから初ソロ・アルバム『The Oliver Twist Manifesto (Or) What's Wrong with Popular Culture』と、映画のサウンド・トラック『Christie Malry's Own Double Entry』をリリースするなど精力的な活動を行ったが、商業的な成功にはつながらなかった。2003年、ブラック・ボックス・レコーダーの3rdアルバム『パッショノイア』と、オトゥールズの曲のオーケストラ・アレンジ・アルバム『Das Capital』（資本論）のリリースの後、ヘインズは音楽業界の表舞台から一時姿を消した。
2005年、刺激的なタイトルの3枚組ベスト・アルバム『Luke Haines is Dead』（ルーク・ヘインズは死んだ）がリリースされた。2006年、インディー・レーベルから2ndソロ・アルバム『Off My Rocker at the Art School Bop』を発表しツアー活動を再開。2007年に、ブラック・ボックス・レコーダーとアート・ブラットのコラボとしてブラック・アーツ名義でクリスマス・シングルをリリースしたため、ブラック・ボックス・レコーダーの4thアルバム制作の噂がたったが、結局、再活動しないまま2010年に正式解散となった（その8年後の2018年に、既発表アルバムをまとめた4枚組のコンプリート・ボックス・セット『Life is unfair』（人生は不公平）が発売された）。
皮肉屋で流行に流されないヘインズの気難しいスタイルは、一部のファンからは熱狂的な支持を受けている。2009年、ブリットポップ当時の内幕を描いたヘインズの自伝『Bad Vibes』は音楽業界の裏側を描いて話題になり、続編の『Post Everything』まで出ることになった。ティム・ミッチェルによる奇妙なファン小説『Truth and Lies in Murder Park: A Book About Mr Luke Haines』も後に続いた。2012年にはヘインズのドキュメンタリー・フィルム『Art Will Save the World』（Niall McCann監督）も公開された。この映画にはインディーズ時代に親交があったパルプのジャービス・コッカーも出演してコメントしている。
2009年以降のヘインズは、ほぼ毎年、何らかのかたちでマイペースに作品を発表している。また2013年以降のアルバムはCDだけでなくLPレコードの形式でも販売している。2017年には4枚組ベスト・アルバム『Luke Haines is Alive and Well and Living in Buenos Aires』（ルーク・ヘインズは生きていて、元気にブエノス・アイレスで暮らしている）がリリースされた。
2020年以降は、元R.E.M.のピーター・バックとのコラボレーションで注目を浴びている。画家としても活動しているヘインズが描いたルー・リードの絵をピーター・バックが購入したことがコラボのきっかけとなった。ピーター・バックとのコラボレーションは2025年までにアルバム3枚（精神医学3部作）に及び、ライブもたびたびおこなっている。

## ディスコグラフィ

### ソロ・アルバム
- Christie Malry's Own Double Entry OST (2001年)
- The Oliver Twist Manifesto (2001年)
- Das Capital (2003年) ※セルフ・カバー・アルバム
- Luke Haines Is Dead (2005年) ※ベスト・アルバム
- Off My Rocker at the Art School Bop (2006年)
- 21st Century Man/Achtung Mutha (2009年) ※2枚のアルバムのセット
- Outsider Music (Vols 1-50) (2010年) ※50枚限定
- 9 1/2 Psychedelic Meditations on British Wrestling of the 1970s & Early '80s (2011年)
- Outsider/In: The Collection (2012年) ※ベスト・アルバム
- Rock and Roll Animals (2013年)
- New York in the '70s (2014年)
- Raving (Vols 1-75) (2015年)[1] ※75枚限定
- Adventures In Dementia (2015年) ※ミニ・アルバム
- British Nuclear Bunkers (2015年)[2] ※インストゥルメンタル・アルバム
- Smash the System (2016年)[3]
- Freqs (2016年)[4] ※雑誌の付録
- Luke Haines is Alive and Well and Living in Buenos Aires (Heavy, Frenz - The Solo Anthology 2001-2017) (2017年) ※ベスト・アルバム
- I Sometimes Dream of Glue (2018年)[5]
- Setting The Dogs On The Post Punk Postman (2021年)

### ソロ・シングル & EP
- "Off My Rocker at the Art School Bop" (2006年)
- Leeds United EP (2007年)
- "Love Letter To London" (2010年)
- "Rock N Roll Animals" (2013年)
- "Gene Vincent (Rock n Roll Mums and Rock n Roll Dads)" (2013年)
- "Lou Reed, Lou Reed" (2014年)
- "Caravan Man" (2015年)
- Glue E.P (2018年)

### サーヴァンツ関連
- David Westlake – Westlake (1987年)
- The Servants – Disinterest (1990年)
- The Servants – Small Time / Hey Hey We're The Manqués (2012年)

### オトゥールズ
- 『ニュー・ウェイヴ』 - New Wave (1993年)
- 『ナウ・アイム・ア・カウボーイ』 - Now I'm a Cowboy (1994年)
- 『アフター・マーダー・パーク』 - After Murder Park (1996年)
- 『ハウ・アイ・ラーンド・トゥ・ラヴ・ザ・ブートボーイズ』 - How I Learned to Love the Bootboys (1999年)

### バーダー・マインホフ
- Baader Meinhof (1996年)

### ブラック・ボックス・レコーダー
- England Made Me (1999年)
- The Facts of Life (2000年)
- The Worst of Black Box Recorder (2001年) ※アルバム未収録曲集
- 『パッショノイア』 - Passionoia (2003年)
- Life is Unfair (2018年) ※コンプリート・ボックス・セット

### コラボレーション
- Christmas Number One（2007年） ※The Black Arts名義（Black Box RecorderとArt Brutのコラボ）
- The North Sea Scrolls (2012年) ※The North Sea Scrolls名義（Luke Haines, Cathal Coughlan, Andrew Meuller）
- Beat Poetry for Survivalists (2020年) ※ピーター・バック（元R.E.M.）との共作
- All The Kids Are Super Bummed Out (2022年) ※ピーター・バック（元R.E.M.）との共作
- Going Down To The River... To Blow My Mind (2025年) ※ピーター・バック（元R.E.M.）との共作

## 著書
- Bad Vibes: Britpop and My Part in Its Downfall, 2009 (Published by William Heinemann Ltd)
- Post Everything: Outsider Rock and Roll, 2011 (Published by William Heinemann Ltd)
- Outsider Food And Righteous Rock And Roll, 2015
- Freaks Out! Weirdos, Misfits and Deviants – The Rise and Fall of Righteous Rock ’n’ Roll, 2024 (Published by Nine Eight Books)